# ميركو ستويانوفتش
ميركو ستويانوفتش (مواليد 11 يونيو 1939) هو لاعب كرة قدم. يلعب مع منتخب يوغوسلافيا لكرة القدم. سبق له أن لعب في كأس العالم لكرة القدم مع منتخب بلاده.

## روابط خارجية
- ميركو ستويانوفتش على موقع الاتحاد الدولي (مؤرشف)  (الإنجليزية)
- ميركو ستويانوفتش على موقع قاعدة بيانات كرة القدم.إي يو (الإنجليزية)
- ميركو ستويانوفتش على موقع ناشيونال فوتبول تيمز (الإنجليزية)
- ميركو ستويانوفتش على موقع Soccerway.com (الإنجليزية)
- ميركو ستويانوفتش على موقع عالم كرة القدم.نت (الإنجليزية)